# Waimiri-atroaris
Els waimiri-atroari o uaimiris-atroari són un grup indígena que habita la part sud-est de l'estat brasiler de Roraima i el nord-est del d'Amazones, concretament la Terra Indígena Waimiri Atroari. S'anomenen a si mateixos Kinja.
Formen part dels pobles carib, que des de temps immemorials ocupen el territori al sud dels actuals estats de Roraima i Amazones.

## Contactes i conflictes
Al segle xix, els contactes més coneguts van tenir lloc a la desembocadura del riu Jauaperi, prop dels pobles de Moura i Airão, de manera gairebé sempre bel·licosa, amb el suport de les forces policials d'Amazones. Llogarets sencers van ser delmats per expedicions oficials governamentals o per assassins professionals, perquè la seva població era vista com un obstacle per a la lliure explotació dels recursos naturals existents a les terres que ocupaven.
No va ser fins al voltant del 1870 que es va produir el primer contacte amistós, a través de l'etnògraf i botànic João Barbosa Rodrigues.
Al segle xx, la seva història està marcada per una important resistència als grans projectes de la dictadura militar (1964-1985). Diverses vegades, al llarg del segle xx, les seves terres van ser objecte d'espoli i obertura a empreses que servien els interessos econòmics de la societat nacional. Però va ser als anys seixanta quan la Dictadura Militar va iniciar un procés que va culminar amb el genocidi de més de 2.500 membres d'aquesta ètnia. EL Serviço de Proteção ao Índio i posteriorment la Fundação Nacional do Índio - organismes indindigenistes de l'estat brasiler -, a través dels treballs del Frente de Atração e Contato dos Waimiri-Atroari, van ser les puntes de llança d’aquest genocidi. L'exèrcit brasiler va tenir un paper fonamental en aquest procés d'extermini dels Waimiri-Atroari, durant la construcció de la BR-174, una carretera que creuava el territori indígena i que tenia com a finalitat implantar la mineria dins del territori tradicional dels Waimiri-Atroari. Hi ha constància de l’ús de metralladores, granades, dinamita i fins i tot armes químiques contra els Waimiri-Atroari. En les successives massacres dutes a terme per l'exèrcit, que van continuar al llarg dels anys setanta, van morir no sols els homes que van lluitar, sinó també les dones, els ancians i els nens. Aquests records són representats pels mateixos indis entre 1985 i 1986, quan els missioners Egydio i Doroty Schwade van implementar a aquesta ètnia amb el mètode d’alfabetització de Paulo Freire a l'aldea Yawará a Roraima. Durant aquest període, els indis, mitjançant dibuixos, van poder demostrar les atrocitats que havien viscut durant el règim civil-militar.
Segons l’Informe del Comitè Estatal pel Dret a la Veritat, la Memòria i la Justícia de l'Amazones, des de finals dels anys setanta fins a mitjans dels vuitanta, la intensificació del contacte entre la societat nacional i els Waimiri-Atroari es va afegir a l’acció dels jagunços contractats pel Paranapanema, els va portar de nou conseqüències dramàtiques en termes de despoblament causat per enfrontaments armats i brots epidèmics de malalties exògenes que van debilitar tota la població, fins al punt que les persones a edat laboral ja no podien caçar, pescar ni conrear, fet que va acabar per provocar un greu estat de fam i desintegració social en alguns dels seus pobles. El 1974, la població que sobrevivia era d'unes 1.500 persones. El 1983, l’investigador del museu Emilio Goeldi, Stephen Grant Baines, només comptava 332 supervivents, la majoria nens i adolescents.
|      |          | Dades Demogràfiques                     |
| Any  | Població | Font                                    |
| ---- | -------- | --------------------------------------- |
| 1905 | 6000     | Hubner i Koch-Grunberg                  |
| 1968 | 3000     | FUNAI (Pe. João Calleri)                |
| 1972 | 3000     | FUNAI                                   |
| 1974 | 600-1000 | FUNAI (Gilberto Pinto Figueiredo Costa) |
| 1982 | 571      | FUNAI (Giusepe Craveiro)                |
| 1983 | 350      | FUNAI                                   |
| 1983 | 332      | Museu Emilio Goeldi (Stephen G. Baines) |
| 1987 | 420      | UNICAMP (Marcio Sílva)                  |
| 1991 | 505      | PWA - ELETRONORTE                       |
| 2011 | 1515     | PWA - ELETRONORTE                       |

Dos dels episodis més emblemàtics del desordenat contacte que es va fer amb els Waimiri-Atroari, fruit de la pressió per la construcció accelerada de la carretera BR-174 (que connecta Manaus amb Boa Vista), va ser la mort dels equips que van treballar en un intent d'atraure els Waimiri-Atroari: un, el del sacerdot i antropòleg Giovane Calleri el 1968, que va ser el responsable de consumar el contacte amb ells en un període de tres mesos; l’altra, de la Fundação Nacional do Índio, encapçalada per l’indigenista Gilberto Pinto Figueiredo, que havia intentat restablir el Front d’Atracció, amb l’objectiu de promoure el contacte basat en el respecte a la cultura indígena i de forma gradual, malgrat les circumstàncies tumultoses. Gilberto no tenia la intenció etnocèntrica d '"integrar els indis a la civilització". Al contrari, es basava en l'establiment d’una convivència interètnica basada en el respecte mutu, l’única manera de guiar les relacions de manera que l’aparició de la dominació occidental no comportés conseqüències aclaparadores que acabarien amb la tradició cultural autòctona, atesa la modernitat històrica del capitalisme en expansió.
Tres grans empreses van estar a la base d’aquest procés: la carretera BR-174, establerta a la terra indígena entre 1967 i 1977; la instal·lació d’una empresa minera a Pitinga (del grup Paranapanema), el 1979, per a l'extracció de cassiterita, com a conseqüència de les trames jurídicoadministratives representades a les esferes del govern federal, que va culminar amb el destrucció de 526.000 hectàrees de terra indígena i la inauguració d'una altra carretera il·legal per al flux de mineral extret; i, finalment, la desastrosa construcció de la Central hidroelèctrica de Balbina (finalitzada el 1989) que, tot i ser improductiva, va obligar a desplaçar el 30% de la població Waimiri-Atroari a causa de la formació del pantà de 30.000 hectàrees construït a terra indígena, així com tot el context social, polític i econòmic de la regió. Simultàniament, es van apoderar de grans extensions de terreny dins del territori tradicional d’aquest poble, cosa que va beneficiar empresaris i polítics de l’Estat de São Paulo amb parcel·les simètriques de 5 km al davant i 6 km de profunditat, que sumaven 3.000 hectàrees cadascuna.